# Garantía de depósito
La garantía de depósito o seguro de depósito es una medida implementada en muchos países para proteger a los depositantes bancarios, en todo o en parte, de las pérdidas causadas por la incapacidad de un banco para pagar sus deudas a su vencimiento. Los sistemas de seguro de depósitos son uno de los componentes de una red de seguridad del sistema financiero que promueve la estabilidad financiera.
La garantía de depósito es provista mediante un Fondo de garantía de depósitos conformado por aportes de las diversas instituciones financieras.

## Razones para su existencia
A los bancos se les permite (y por lo general se les alienta) a prestar o invertir la mayor parte del dinero depositado en ellos en lugar de mantener los montos almacenados en cajas fuertes (ver banca de reserva fraccionaria). Si muchos de las personas o empresas que han tomado préstamos de un banco no pueden pagar sus préstamos a su vencimiento, los acreedores del banco, incluidos sus depositantes, corren el riesgo de perder los fondos que han depositado. Debido a que dependen de depósitos de clientes que pueden retirarse con poco o ningún aviso, los bancos con problemas financieros pueden dar lugar a que ocurran corridas bancarias, donde muchos depositantes buscan retirar fondos rápidamente antes de una posible insolvencia bancaria. Debido a que las fallas de las instituciones bancarias tienen el potencial de desencadenar un amplio espectro de eventos dañinos, incluidas las recesiones económicas, los legisladores mantienen esquemas de seguro de depósitos para proteger a los depositantes y para brindarles la tranquilidad de que sus fondos no están en riesgo.
El seguro o garantía de depósitos se formó para proteger a los bancos de unidades pequeñas, tuvo su origen en Estados Unidos cuando existían regulaciones de ramificación. Los bancos estaban restringidos por la ubicación, por lo que no obtuvieron los beneficios de las economías de escala, a saber, la mancomunación y la compensación. Para proteger a los bancos locales en los estados más pobres, el gobierno federal creó un seguro de depósitos.